# Corba a l'espai

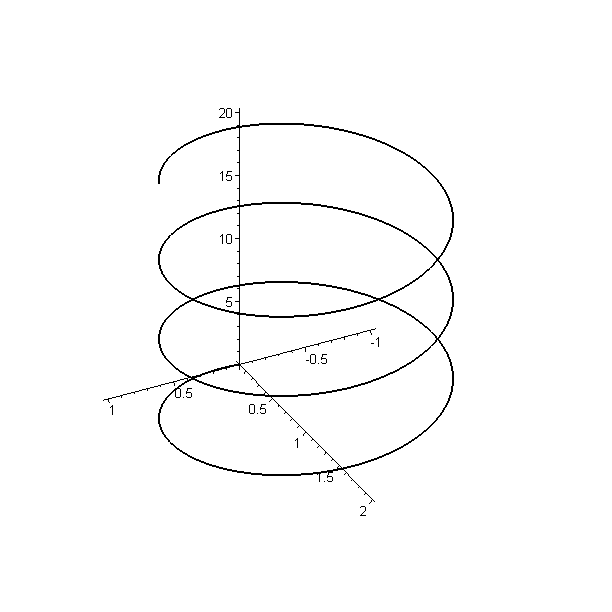
Un exemple de corba a l'espai de curvatura i torsió constant: l'hèlix circular

En matemàtiques, una corba a l'espai és una corba que no està continguda en un pla. La corba dibuixada per una molla helicoidal o de les fronteres d'un país en un globus són exemples de corbes a l'espai.
Quan la corba és birregular (les dues derivades primeres són independents), la seva curvatura i torsió permet determinar la seva forma i pot ser construïda en cadascun dels seus punts en un triedre de Frenet.